# 黄河东流去
《黄河东流去》是中国作家李準1984年完成的长篇小说，获第二届茅盾文学奖第一名。作者称他写作此书的意图是开掘表现“中国农民的家庭、伦理、智慧、道德、品质、智慧和创造力这个主题”，使人“树立起对人类生存的信心”。

## 情节
1938年，日军入侵中原，國民政府炸开花园口大堤，赤阳岗顿时变成一片泽国。李麦看到北街的几十家中还有长松一家和徐秋斋还没有逃出来，便让儿子海天亮救出了申奶奶、海长松一家和其他乡亲。入夜，沙岗上搭起了各色帐篷，渐渐陷入一片死寂，唯一的声音是蓝五的唢呐声。
被大水围困了几天的难民求生心切。在寻母口，众人面临绝境。李麦撕毁了儿子的“良民证”，要与众人同生共死。她找到在旅馆拆洗被子的差事，几个妇女一起干，挣钱供养大家；海天亮帮人撑船、梁晴背盐、王跑赶脚、申奶奶教小孩要饭。
在洛阳，海长松为了一家能喝上一碗稀粥一上午绞四十桶水，之后又去拉黄包车；儿子小建、小强拣菜叶、毛白菜、红萝卜，帮人“推坡”。流落到西安的常娥在车站捡煤，梁晴在打包厂做零工，下班还为身患重病的徐秋斋送饭送水。徐秋斋会卜课算封，还会看阴宅阳宅，以前教过几年蒙学。他不甘心成为孩子的拖累，带着病体坚持乞食，摆封摊，帮人写书信，还带梁晴闹盐行，为王跑追回驴价。蓝五用自己的技艺谋生，一曲河南坠子《林冲发配》打动了少妇女宋雪梅。雪梅向他倾诉爱慕，蓝五带她私奔。在赤阳岗洪水到来之前，蓝五劝说乡亲“操筏”逃生。在西安，他落脚新声剧团，介绍徐秋斋和梁晴去剧团写海报。
面临新的困境，李麦鼓动葫芦湾村民抢粮截船。在新四军豫东抗日支队的援助下，乡亲们找到了生路。李麦和新四军豫东支队结上关系，又把海天亮送进了新四军。